# Gabbia da richiamo
La gabbia da richiamo è un manufatto utilizzato nella caccia.
In Friuli ha la forma di una piccola gabbia a pianta circolare, fondo piatto e graticcio serrato con le parti che si restringono verso l'alto fino a creare un anello per appenderla. Le portate sono di salice o sanguinello grezzi, la trama è a graticcio serrato nella base, più rado nei fianchi. È fornita di un'apertura a cancelletto o costituita da un rametto a forcella. Al suo interno venivano messi uccelletti, che con il loro pigolio fungevano da richiamo. Alcune tipologie avevano un uso particolare, come quelle a cesto di salice, in cui veniva inserita la quaglia maschio che faceva da richiamo; in questo caso le gabbie veniva appese su un bastone (stangìe) infisso nel terreno. Gabbie a pianta circolare, basse, di salice o sanguinello, con intrecciatura rada e apertura superiore, venivano utilizzate per il richiamo delle passere (gabie par passars). La gabbia veniva mascherata con fogliame e al suo interno venivano collocati piccoli di seconda nidiata che facevano da richiamo a quelli liberati della prima nidiata.